# South Hylton (Metrô de Newcastle)
South Hylton é uma estação da Linha Verde do sistema Tyne and Wear Metro, servindo os subúrbios de Pennywell e South Hylton, na cidade de Sunderland, condado metropolitano de Tyne and Wear, Inglaterra. Juntou-se à rede como estação terminal em 31 de março de 2002, na sequência da abertura da extensão de Pelaw a South Hylton.

## Estação Original
A atual estação South Hylton fica a leste do local da antiga Hylton, que estava localizada a oeste da região de Hylton Bank. A estação original foi inaugurada em 1 de junho de 1853, como parte da filial Penshaw da York, Newcastle and Berwick Railway. Seguindo o Beeching Axe, o plano para aumentar a eficiência do sistema ferroviário nacionalizado na Grã-Bretanha da década de 1960, a linha foi fechada, com a estação tendo o mesmo destino em 4 de maio de 1964.
Anteriormente à inauguração da estação do Tyne and Wear Metro, a área era servida pelo serviço Jolly Bus, que operou em Sunderland entre 1923 e 1995. Ele ia de Claxheugh Road e Evesham, em South Hylton, até Sunderland, usando ônibus marcados com libré nas cores creme e marrom.

## A Era do Metrô
A nova estação South Hylton foi inaugurada em 2002, e possui a plataforma mais longa de toda a rede Tyne and Wear Metro, com 122m de comprimento. Por isso, a plataforma única é oficialmente reconhecida como sendo duas plataformas, podendo acomodar dois trens.
Junto com outras estações na linha entre Fellgate e South Hylton, é equipada com painéis de esmalte vítreo projetados pela artista Morag Morrison. Cada estação usa um arranjo de cores diferente, com cores fortes usadas em abrigos de plataformas e áreas de bilheteria, e outras mais neutras para elementos externos.
South Hylton foi utilizada por 256 819 passageiros em 2017–18, tornando-a a oitava estação mais usada na extensão Wearside.

## Facilidades
O acesso sem degraus está disponível em todas as estações da rede Tyne and Wear Metro, com acesso em rampa à plataforma em South Hylton. A estação está equipada com abrigo de espera, assentos, displays de informações sobre o próximo trem, cartazes de horários e um ponto de ajuda de emergência, além de máquinas de bilhetes que aceitam pagamentos com cartão de crédito e débito (incluindo pagamento sem contato), notas e moedas. A estação também é equipada com validadores de smartcard, que funcionam em todas as estações da rede.
Um pequeno estacionamento gratuito está disponível, com 24 vagas comuns mais 2 acessíveis. Também há uma praça de táxis. Existe a previsão de criação de um bicicletário, com 5 cápsulas de bicicletas disponíveis para uso.

## Serviços
Em abril de 2021, a estação era servida por até 5 trens por hora durante a semana e aos sábados, e até 4 trens por hora durante a noite e aos domingo.
Material rodante: Class 994 Metrocar

Mapa geograficamente preciso do Tyne and Wear Metro (Green Line e Yellow Line)

|  |  |  |

| Zona C |
| Zona B |

|  |  |  |

|  |  |  |

|  |  |  |

|  |  |  |

|  |  |  |

|  |  |  |

|  |  |  |  |  |

| Zona B |
| Zona A |

|  |  |

|  |  |  |  |

|  |  |  |  |

|  |  |  |  |

|  |  |  |  |

|  |  |  |  |

| via North Shields |
| St James          |

|  |  |  |  |

|  |  |  |

|  |  |  |  |

|  |  |  |  |

| Zona A |
| Zona B |

|  |  |  |  |

|  |  |  |  |

|  |  |

|  |  |  |  |  |

|  |  |  |

|  |  |  |

|  |  |  |

| Zona B |
| Zona C |

|  |  |  |

|  |  |  |

|  |  |  |

|  |  |  |

|  |  |  |

|  |  |  |

|  |  |  |

|  |  |  |

|  |  |  |

|  |  |  |

|  |  |

|  |

|  |

|  |

|  |

|  |

|  |

|  |

|  |  |  |

| Zona C |
| Zona B |

|  |  |  |

|  |  |  |

|  |  |  |

|  |  |  |

|  |  |  |

|  |  |  |

|  |  |  |  |  |

| Zona B |
| Zona A |

|  |  |

|  |  |  |  |

|  |  |  |  |

|  |  |  |  |

|  |  |  |  |

|  |  |  |  |

| via North Shields |
| St James          |

|  |  |  |  |

|  |  |  |

|  |  |  |  |

|  |  |  |  |

| Zona A |
| Zona B |

|  |  |  |  |

|  |  |  |  |

|  |  |

|  |  |  |  |  |

|  |  |  |

|  |  |  |

|  |  |  |

| Zona B |
| Zona C |

|  |  |  |

|  |  |  |

|  |  |  |

|  |  |  |

|  |  |  |

|  |  |  |

|  |  |  |

|  |  |  |

|  |  |  |

|  |  |  |

|  |  |

|  |

|  |

|  |

|  |

|  |

|  |

|  |